# 1962 ve filmu

## Události
- Četní němečtí filmaři ohlašovali na festivalu v Oberhausenu konec „kina dědečků“. Manifest volající po nových metodách podepsali mj. Alexander Kluge a Edgar Reitz.
- Společně s dalšími prominenty získal Charles Chaplin čestný doktorát na Oxfordské univerzitě.
- Poté, co se 20th Century Fox dostala kvůli výrobním nákladům na snímek Kleopatra do finančních potíží, uzavřel prezident společnosti Darryl F. Zanuck dočasně její hollywoodská studia.
- Soudním rozhodnutím byl po čtyřech týdnech zrušen zákaz uvádění filmu Spojka. Po odeznění antikomunistických nálad se boj mezi americkými cenzory a jejich odpůrci soustředil především na téma sexu a drog.
- Nejvyšší soud ve Washingtonu rozhodl, že produkční firmy nesmějí televizním společnostem vázat prodej divácky vděčných snímků (tzv. „block booking“). Podobná rozhodnutí padla i v oblasti distribuce.
- Bývalé studio Hala Roache v Culver City přešlo do vlastnictví realitní firmy. Ve 20. a 30. letech zde vznikaly slavné filmy, mj. komedie s oblíbenou dvojicí Laurel a Hardy.
- Nezávislí, politicky angažovaní filmoví tvůrci v USA se sdružovali v distribuční organizace představující alternativu ke komerčním firmám. Průkopníkem se stala Film Makers Cooperative a brzy ji následovali filmaři i v dalších státech. Nekomerční filmová scéna byla tak nejživější na celém světě.

## Nejvýdělečnější filmy roku
| Pořadí | Název                | Země | Tržba (v dolarech) |
| ------ | -------------------- | ---- | ------------------ |
| 1.     | Dr. No               | USA  | 59 600 000         |
| 2.     | Nejdelší den         | USA  | 18 000 000         |
| 3.     | Hatari!              | USA  | 14 000 000         |
| 4.     | Jak byl dobyt Západ  | USA  | 12 200 000         |
| 5.     | Lawrence z Arábie    | USA  | 6 000 000          |
| 6.     | Taras Bulba          | USA  | 4 000 000          |
| 7.     | State Fair           | USA  | 3 500 000          |
| 8.     | Girls! Girls! Girls! | USA  | 2 600 000          |
| 9.     | Kid Galahad          | USA  | 1 800 000          |
| 10.    | Předčasný pohřeb     | USA  | 1 200 000          |

## Ocenění

### Oscar
Nejlepší film: Lawrence z Arábie
Nejlepší režie: David Lean – Lawrence z Arábie
Nejlepší mužský herecký výkon: Gregory Peck – Jako zabít ptáčka
Nejlepší ženský herecký výkon: Anne Bancroft – Divotvůrkyně
Nejlepší mužský herecký výkon ve vedlejší roli: Ed Begley – Sladký pták mládí
Nejlepší ženský herecký výkon ve vedlejší roli: Patty Duke – Divotvůrkyně
Nejlepší cizojazyčný film: Neděle ve Ville d'Avray (Les dimanches de Ville d'Avray), režie Serge Bourguignon, Francie

### Zlatý glóbus
Drama
Nejlepší film: Lawrence z Arábie
Nejlepší herec: Gregory Peck – Jako zabít ptáčka
Nejlepší herečka: Geraldine Page – Sladký pták mládí
Muzikál nebo komedie
Nejlepší film: Kouzlo norkové kožešiny a Obchodník s hudbou
Nejlepší herec: Marcello Mastroianni – Rozvod po italsku
Nejlepší herečka: Patty Duke – Divotvůrkyně
Jiné
Nejlepší režie: David Lean – Lawrence z Arábie

## Narozeniny
- 1. ledna – Nancy Mette, herečka
- 5. ledna – Suzy Amis, herečka
- 17. ledna – Jim Carrey, herec, komik
- 5. února – Jennifer Jason Leigh, americká herečka
- 27. února – Adam Baldwin, herec
- 21. března – Matthew Broderick, herec
- 12. května – Emilio Estevez, herec
- 13. června – Ally Sheedy, herečka
- 3. července – Tom Cruise, herec
- 11. září – Kristy McNichol, herečka
- 26. září – Melissa Sue Anderson, herečka
- 1. října – Esai Morales, herec
- 11. října – Joan Cusack, herečka
- 13. října – Kelly Prestonová, herečka
- 11. listopadu – Demi Moore, herečka
- 19. listopadu – Jodie Foster, herečka a režisérka
- 22. prosince – Ralph Fiennes, herec

## Úmrtí
- 13. ledna – Ernie Kovacs, 42, americký komik, herec
- 10. dubna – Michael Curtiz, 75, režisér původem z Maďarska
- 17. dubna – Louise Fazenda, 66, americká herečka
- 14. května – Florence Auer, 82, americká herečka
- 19. června – Frank Borzage, 69, americký režisér, herec
- 24. června – Lucile Watson, 83, kanadská herečka
- 2. července – Valeska Suratt, 80, divadelní herečka
- 5. srpna – Marilyn Monroe, 36, americká herečka
- 23. srpna – Hoot Gibson, 70, americký herec
- 6. října – Tod Browning, 82, americký režisér
- 26. října – Louise Beavers, 60, americká herečka
- 15. prosince – Karlovy Laughton, 63, britský herec
- 28. prosince – Kathleen Clifford, 75, americká herečka

## Filmové debuty
- Julie Christie
- Robert Duvall
- Robert Redford